# 小行星5724
小行星5724是一颗围绕太阳公转的小行星。1986年11月22日，鈴木憲藏、浦田武在丰田市发现了此天体。
这颗小行星的绝对星等为41.30688等。